# Motörhead (singolo)
Motörhead è una canzone dell'omonimo gruppo inglese.
È stato pubblicato come singolo nel giugno 1977 in vinile 7", inizialmente per l'etichetta Map Of Chiswick e successivamente per la Big Beat, con la quale venne pubblicato in vinile nero, rosa, blu, arancione e bianco.
Il frontman dei Motörhead Lemmy Kilmister ha scritto questa canzone quando ancora militava nella band space rock Hawkwind; infatti essa è apparsa come b-side del loro singolo Kings of Speed e successivamente nelle riedizioni dell'album Warrior on the Edge of Time.
Il 28 aprile 1979 Lemmy venne intervistato da John Tobler nel programma di BBC Radio 1 Rock On Saturday e i Motörhead si esibirono con le canzoni Motörhead, Leaving Here e Limb From Limb.
Nel 1981 uscì Motörhead, singolo con la versione live della canzone tratto dal leggendario album No Sleep 'til Hammersmith e che raggiunse la posizione numero 6 nelle classifiche inglesi.
Da notare che questa è una delle poche canzoni che ha lo stesso nome dell'artista e dell'album.
Questo pezzo è stato inoltre reinterpretato dal gruppo rock Primal Scream, in una versione uscita nel loro album Vanishing Point, del 1997.

## Tracce
1. "Motörhead" (Kilmister)
2. "City Kids" (Sanderson, Wallis)

## Formazione
- Lemmy Kilmister: basso, voce
- "Fast" Eddie Clarke: chitarra
- Phil "Philty Animal" Taylor: batteria